# 요우힉코

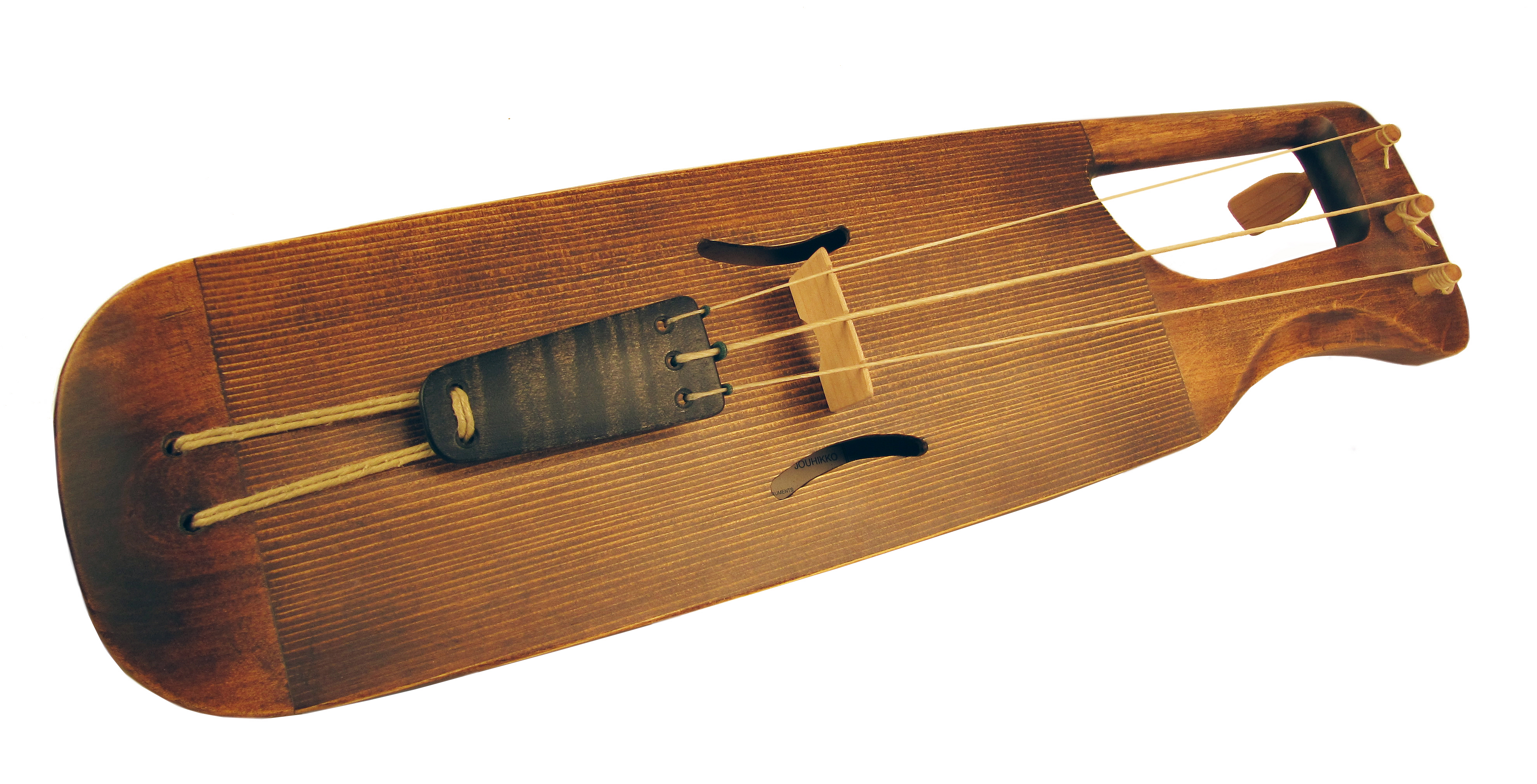
라우노 에사 니에미넨이 만든 요우힉코.

요우힉코(핀란드어: jouhikko [ˈjou̯hikːo][*])는 핀란드와 카리알라의 전통악기다. 3현 찰현악기이다. 현은 말총으로 만든다. 20세기 초엽에 연주법이 단절되었으나 최근에 부활시켰다.
14세기 제2사분기에 만들어진 노르웨이 트론헤임 대성당의 조각에 새겨진 것이 요우힉코가 최초로 기록된 사례로 여겨진다. 18세기 라틴어 문헌들에 요우힉코로 보이는 악기에 대한 언급들이 있지만,:46 삽화까지 그려져서 확증할 수 있는 것은 1830년경 기록이 가장 오래 되었다.:53 19세기 말엽에서 20세기 초엽에 핀란드와 카리알라 일대를 답사한 민속음악 수집가들이 요우힉코의 실물을 수집하고 악보를 채보했으며 사진을 촬영했다.